# Marguerite-Bourgeoys (circonscription provinciale)
Pour les articles homonymes, voir Marguerite Bourgeoys (homonymie).
Circonscription électorale provinciale du Canada
Marguerite-Bourgeoys est une circonscription électorale québécoise située sur l'île de Montréal. Elle est nommée en l'honneur de Marguerite Bourgeoys, éducatrice en Nouvelle-France et sainte canadienne.

## Historique
La circonscription de Marguerite-Bourgeoys a été créée en 1965, détachée de Jacques-Cartier et de Montréal–Notre-Dame-de-Grâce. À sa création, elle était composée des villes de LaSalle et de Montréal-Ouest ainsi que de parties de Lachine et de Montréal. En 1972, son territoire est réduit pour correspondre uniquement à la ville de LaSalle. Il est de nouveau réduit en 1980 quand sa partie ouest en est détachée pour contribuer à l'établissement de la nouvelle circonscription de Marquette et qu'une autre section à l'est est attribuée à Verdun. En revanche, lors de la refonte de 1992, le territoire de Marguerite-Bourgeoys est agrandi quand la section passée à Verdun en 1980 est récupérée. En 2001 c'est une partie de Marquette qui revient dans Marguerite-Bourgeoys, puis en 2011 une autre section, cette fois plus importante. De nouveau, la circonscription correspond à l'ensemble de l'arrondissement LaSalle, anciennement la ville de LaSalle.

## Territoire et limites
La circonscription de Marguerite-Bourgeoys comprend l'arrondissement LaSalle de la ville de Montréal.

## Liste des députés
| Législature                                                                       | Années       | Député                | Député                | Parti       |
| --------------------------------------------------------------------------------- | ------------ | --------------------- | --------------------- | ----------- |
| Marguerite-Bourgeoys Créée depuis Jacques-Cartier et Montréal–Notre-Dame-de-Grâce |              |                       |                       |             |
| 28e                                                                               | 1966–1970    |                       | Marie-Claire Kirkland | Libéral     |
| 29e                                                                               | 1970–1973    |                       | Marie-Claire Kirkland | Libéral     |
| 30e                                                                               | 1973–1976    | Fernand Lalonde       |                       | Libéral     |
| 31e                                                                               | 1976–1981    | Fernand Lalonde       |                       | Libéral     |
| 32e                                                                               | 1981–1984    | Fernand Lalonde       |                       | Libéral     |
| 32e                                                                               | 1984–1985    | Gilles Fortin         |                       | Libéral     |
| 33e                                                                               | 1985–1989    | Gilles Fortin         |                       | Libéral     |
| 34e                                                                               | 1989–1994    | Liza Frulla           |                       | Libéral     |
| 35e                                                                               | 1994–1998    | Liza Frulla           |                       | Libéral     |
| 36e                                                                               | 1998–2003    | Monique Jérôme-Forget |                       | Libéral     |
| 37e                                                                               | 2003–2007    | Monique Jérôme-Forget |                       | Libéral     |
| 38e                                                                               | 2007–2008    | Monique Jérôme-Forget |                       | Libéral     |
| 39e                                                                               | 2008–2009    | Monique Jérôme-Forget |                       | Libéral     |
| 39e                                                                               | 2009–2012    | Clément Gignac        |                       | Libéral     |
| 40e                                                                               | 2012–2014    | Robert Poëti          |                       | Libéral     |
| 41e                                                                               | 2014–2018    | Robert Poëti          |                       | Libéral     |
| 42e                                                                               | 2018–2022    | Hélène David          |                       | Libéral     |
| 43e                                                                               | 2022–2023    | Frédéric Beauchemin   |                       | Libéral     |
| 43e                                                                               | 2023–2023    | Frédéric Beauchemin   |                       | Indépendant |
| 43e                                                                               | 2023–présent | Frédéric Beauchemin   |                       | Libéral     |

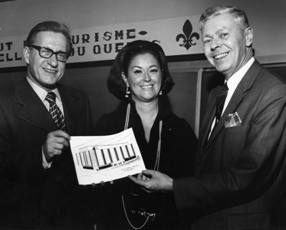
Claire Kirkland-Casgrain est députée pour le Parti libéral du Québec de 1966 à 1973.
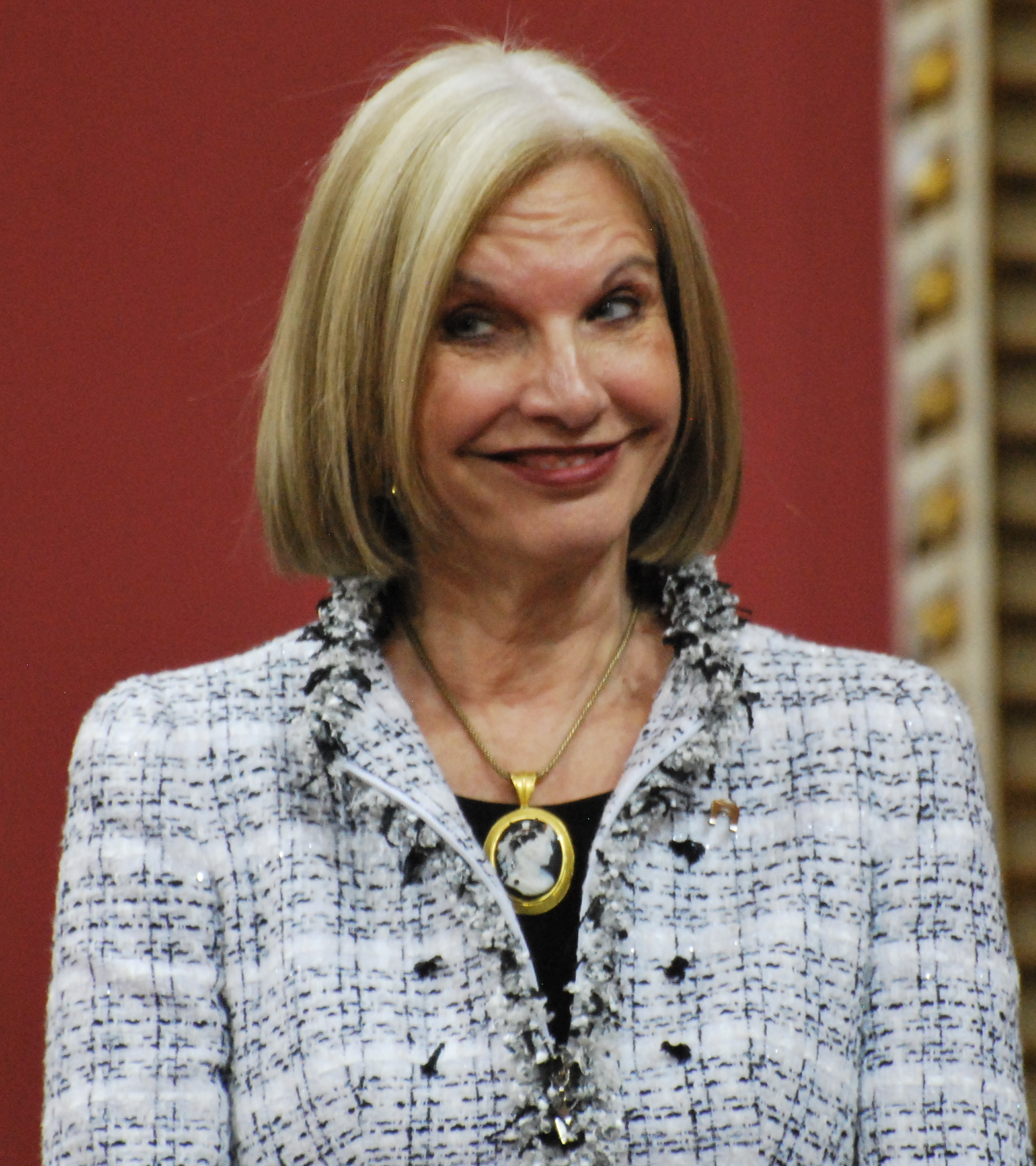
Monique Jérôme-Forget est députée pour le Parti libéral du Québec de 1998 à 2009.

## Résultats électoraux

### Évolution pour les principaux partis
| |
| - Parti libéral - Union nationale (ancien) - Parti québécois - Crédit social (ancien) - Égalité (ancien) - Action démocratique (ancien) - Québec solidaire - Coalition avenir - Parti conservateur |

### Résultats détaillés
|                                                                                               | Nom                     | Parti            | Nombre de voix | %      | Maj.  |
| --------------------------------------------------------------------------------------------- | ----------------------- | ---------------- | -------------- | ------ | ----- |
|                                                                                               | Fred Beauchemin         | Libéral          | 12 635         | 44,8 % | 6 102 |
|                                                                                               | Vicky Michaud           | Coalition avenir | 6 533          | 23,2 % | -     |
|                                                                                               | Aleksa Drakul           | Conservateur     | 3 103          | 11 %   | -     |
|                                                                                               | Angélique Soleil Lavoie | Québec solidaire | 2 898          | 10,3 % | -     |
|                                                                                               | Suzanne Tremblay        | Parti québécois  | 1 966          | 7 %    | -     |
|                                                                                               | Keeton Clarke           | Bloc Montréal    | 549            | 1,9 %  | -     |
|                                                                                               | Carole Thériault        | Vert             | 409            | 1,4 %  | -     |
|                                                                                               | Serge Bellemare         | Climat Québec    | 123            | 0,4 %  | -     |
| Total                                                                                         | Total                   | Total            | 28 216         | 100 %  |       |
| Le taux de participation lors de l'élection était de 54,7 % et 382 bulletins ont été rejetés. |                         |                  |                |        |       |

|                                                                                               | Nom                | Parti            | Nombre de voix | %      | Maj.  |
| --------------------------------------------------------------------------------------------- | ------------------ | ---------------- | -------------- | ------ | ----- |
|                                                                                               | Hélène David       | Libéral          | 15 361         | 53,4 % | 8 605 |
|                                                                                               | Vicky Michaud      | Coalition avenir | 6 756          | 23,5 % | -     |
|                                                                                               | Camille St-Laurent | Québec solidaire | 3 095          | 10,8 % | -     |
|                                                                                               | Jeannot Desbiens   | Parti québécois  | 2 430          | 8,4 %  | -     |
|                                                                                               | Smail Louardiane   | Vert             | 675            | 2,3 %  | -     |
|                                                                                               | Nashaat Elsayed    | NPD Québec       | 456            | 1,6 %  | -     |
| Total                                                                                         | Total              | Total            | 28 773         | 100 %  |       |
| Le taux de participation lors de l'élection était de 54,8 % et 514 bulletins ont été rejetés. |                    |                  |                |        |       |

|                                                                                               | Nom                      | Parti            | Nombre de voix | %      | Maj.   |
| --------------------------------------------------------------------------------------------- | ------------------------ | ---------------- | -------------- | ------ | ------ |
|                                                                                               | Robert Poëti (sortant)   | Libéral          | 26 251         | 70,1 % | 21 060 |
|                                                                                               | Richard Leboeuf-McGregor | Parti québécois  | 5 191          | 13,9 % | -      |
|                                                                                               | Zoubir Bouchaala         | Coalition avenir | 3 711          | 9,9 %  | -      |
|                                                                                               | Alexandre Émond          | Québec solidaire | 1 508          | 4 %    | -      |
|                                                                                               | Stéphanie Stevenson      | Vert             | 619            | 1,7 %  | -      |
|                                                                                               | Myriam Drouin            | Option nationale | 177            | 0,5 %  | -      |
| Total                                                                                         | Total                    | Total            | 37 457         | 100 %  |        |
| Le taux de participation lors de l'élection était de 72,3 % et 428 bulletins ont été rejetés. |                          |                  |                |        |        |

|                                                                                             | Nom                 | Parti              | Nombre de voix | %      | Maj.   |
| ------------------------------------------------------------------------------------------- | ------------------- | ------------------ | -------------- | ------ | ------ |
|                                                                                             | Robert Poëti        | Libéral            | 19 993         | 56,9 % | 13 049 |
|                                                                                             | Jessica Riggi       | Parti québécois    | 6 944          | 19,8 % | -      |
|                                                                                             | Michel Delisle      | Coalition avenir   | 6 104          | 17,4 % | -      |
|                                                                                             | Yebo Romaric Okou   | Québec solidaire   | 1 434          | 4,1 %  | -      |
|                                                                                             | Véronique Pelletier | Option nationale   | 543            | 1,5 %  | -      |
|                                                                                             | Yves Le Seigle      | Marxiste-léniniste | 113            | 0,3 %  | -      |
| Total                                                                                       | Total               | Total              | 35 131         | 100 %  |        |
| Le taux de participation lors de l'élection était de 69 % et 423 bulletins ont été rejetés. |                     |                    |                |        |        |

|                                                                                              | Nom                      | Parti                        | Nombre de voix | %      | Maj.  |
| -------------------------------------------------------------------------------------------- | ------------------------ | ---------------------------- | -------------- | ------ | ----- |
|                                                                                              | Clément Gignac           | Libéral                      | 7 753          | 72,4 % | 5 918 |
|                                                                                              | Christine Normandin      | Parti québécois              | 1 835          | 17,1 % | -     |
|                                                                                              | Diane Charbonneau        | Action démocratique          | 384            | 3,6 %  | -     |
|                                                                                              | Julien Leclerc           | Vert                         | 290            | 2,7 %  | -     |
|                                                                                              | Valérie Black St-Laurent | Québec solidaire             | 265            | 2,5 %  | -     |
|                                                                                              | Sylvie R. Tremblay       | Indépendant                  | 73             | 0,7 %  | -     |
|                                                                                              | Érik Poulin              | Parti indépendantiste (2008) | 66             | 0,6 %  | -     |
|                                                                                              | Régent Millette          | Indépendant                  | 41             | 0,4 %  | -     |
| Total                                                                                        | Total                    | Total                        | 10 707         | 100 %  |       |
| Le taux de participation lors de l'élection était de 23,2 % et 87 bulletins ont été rejetés. |                          |                              |                |        |       |

|                                                                                               | Nom                             | Parti               | Nombre de voix | %      | Maj.  |
| --------------------------------------------------------------------------------------------- | ------------------------------- | ------------------- | -------------- | ------ | ----- |
|                                                                                               | Monique Jérôme-Forget (sortant) | Libéral             | 14 490         | 66,2 % | 9 740 |
|                                                                                               | Félix Sylvestre-Kentzinger      | Parti québécois     | 4 750          | 21,7 % | -     |
|                                                                                               | Michel Beaudoin                 | Action démocratique | 1 899          | 8,7 %  | -     |
|                                                                                               | Elena Tapia                     | Québec solidaire    | 752            | 3,4 %  | -     |
| Total                                                                                         | Total                           | Total               | 21 891         | 100 %  |       |
| Le taux de participation lors de l'élection était de 48,1 % et 373 bulletins ont été rejetés. |                                 |                     |                |        |       |